# Andreas Buberl
Andreas Buberl (* 29. November 1832 in Königsberg an der Eger; † 3. Juli 1907 in Franzensbad) war Militärarzt, Kurarzt und Volkstumsforscher des Egerlandes.

## Herkunft und Familie
Andreas Buberl war ein Sohn des Josef Buberl, Grundbesitzer und Gastwirt in Königsberg an der Eger, einer kleinen Stadt etwa 10 km nordöstlich von Eger (Cheb) und seiner Ehefrau Rosina, geborene Altnöder, aus der benachbarten Oberpfalz. Er hatte aus der im Jahr 1867 geschlossenen Ehe mit Franziska Cartellieri aus Franzensbad (* 12. November 1843 in Eger; † 7. März 1925 in Wien) zwei Söhne: Leonhard Buberl (* 5. November 1868 in Franzensbad; † 17. August 1927), Medizinalrat in Wien, Obmann der Egerländer Landsmannschaft in Wien,  und Friedrich (Fritz) Buberl (* 12. September 1884 in Franzensbad; † 12. Januar 1968 in Wien), Diplom-Ingenieur, Hofrat, Direktor des Österreichischen Hauptmünzamtes.

## Biografie
Als Absolvent des Gymnasiums in Eger (Cheb) in Westböhmen wurde Andreas Buberl Zögling des Collegium-Medico-Chirurgicum-Josephinum in Wien. Nach der Promotion zum Doktor der Medizin war er Oberarzt im Hospital der österreichischen Garnison in Mantua in der Lombardei. Im Deutschen Krieg 1866, in dem Preußen gegen Österreich und seine Verbündeten um die Vormachtstellung in Mitteleuropa kämpfte, verunglückte er als Regimentsarzt in einer der Schlachten in Nordböhmen und kam in das Garnisonshospital der Festung Theresienstadt (Terezín). Im Jahre 1867 ehelichte er Franziska Cartellieri, eine Tochter des Brunnenarztes Paul Cartellieri in Franzensbad bei Eger in Westböhmen, und wurde Kurarzt in Franzensbad (Františkovy Lázně). Zu seinen Patienten zählten Mitglieder des europäischen Hochadels und des österreichischen Kaiserhauses Habsburg-Lothringen.

## Wirken
Andreas Buberl legte neben seiner Tätigkeit als Kurarzt eine Sammlung von Volksliedern des Egerlandes an, war Mitglied des Verein der Egerländer (Egerländer Landsmannschaft) in Wien, Mitglied des Gemeindeausschusses in Franzensbad, 1882 bis 1887 Stadtrat und 1890 Abgeordneter des böhmischen Landtags.

## Ehrungen
- Ritterkreuz des Franz-Joseph-Ordens
- Inhaber des spanischen Orden Don Carlos III.
- Ehrenbürger der Stadt Eger (Cheb) und der Stadt Franzensbad (Františkovy Lázně)

## Angehörige aus Königsberg an der Eger
- Caspar Buberl (* 22. September 1832 in Königsberg an der Eger; † 22. August 1899 in New York). Sein Vater Simon Buberl, ein Hausweber und Krippenschnitzer, war ein Bruder des Gastwirtes Josef Buberl, dem Vater des Kurarztes Andreas Buberl. Kaspar Buberl erlernte das Handwerk des Steinmetz, wanderte 1852 nach Nordamerika aus, wurde Bildhauer und Lehrer an einer Kunstschule. In einem eigenen Atelier tätig, erhielt er beachtenswerte Aufträge. Seine kunsthistorisch bekanntesten Arbeiten sind das Relief am Denkmal des 1881 ermordeten 20. Präsidenten der Vereinigten Staaten von Nordamerika James A. Garfield in Cleveland/Ohio, der Fries des National Building Museum in Washington mit Darstellungen aus dem amerikanischen Sezessionskrieg und der Fries der Hartford-Gedenkstätte. Sein Bruder ist
- Hans Buberl (* 8. März 1842 in Königsberg an der Eger; † 31. Juli 1894 in Wien), Fachmann für Eisenkonstruktionen mit Ausbildung in Wien und Prag; Konstrukteur und Bauleiter einer der Wiener Donaubrücken und der Elbebrücke in (Aussig) in Nordböhmen. Im Jahre 1881 gründete er den Verein der Egerländer (Egerländer Landsmannschaft) in Wien und leitete diesen durch Jahre.